# Flugplatz Johannisthal

Ligging van de toenmalige Berlijnse luchthavens

De Flugplatz Johannisthal was vliegveld in het Berlijnse stadsdeel Johannishtal. Het werd in september 1909 geopend als het eerste Duitse vliegveld in eigen beheer en - na de August-Euler-Flugplatz in Darmstadt - het tweede gemotoriseerde vliegveld in Duitsland. Vanwege de ligging tussen de Berlijnse voorsteden Johannisthal en Adlershof werd het in die tijd ook vaak Motorflugplatz Johannisthal-Adlershof genoemd. Nadat het gebruik voor civiel passagiersluchtverkeer eindigde met de opening van Tempelhof in 1923 en het sinds 1952 niet meer werd gebruikt als openbaar vliegveld, werd het in 1995 officieel gesloten en vervolgens omgevormd tot het landschapspark Johannisthal/Adlershof.

## Geschiedenis

### Begindagen
Het initiatief voor de aanleg van het vliegveld werd genomen door de particuliere Deutsche Flugplatz Gesellschaft van ondernemer Arthur Müller en majoor Georg von Tschudi, die later Flug- und Sportplatz GmbH Berlin-Johannisthal werd. Het vliegveld werd in gebruik genomen met een wedstrijdvlucht op 26 september 1909.
Het terrein besloeg ongeveer twee vierkante kilometer. Hier stond onder andere het gebouw van de Kaiserlichen Aero-Clubs. Tussen 1909 en 1911 werden er twee luchtschiploodsen gebouwd voor het Parseval-luchtschip en de Zeppelin. Alleen al de overdekte hoofdtribune bood plaats aan ongeveer 2300 toeschouwers, met nog een open tribune voor nog eens 1750. Het terrein werd omringd door een drie tot vier meter hoog hek, dat werd onderbroken door elf hekken. Ondanks voortdurende financiële problemen werd het vliegveld een internationale attractie. Alleen al tussen 1911 en 1913 vertienvoudigde de vliegtijd vanaf vliegveld Johannisthal van 20 naar meer dan 200 uur.

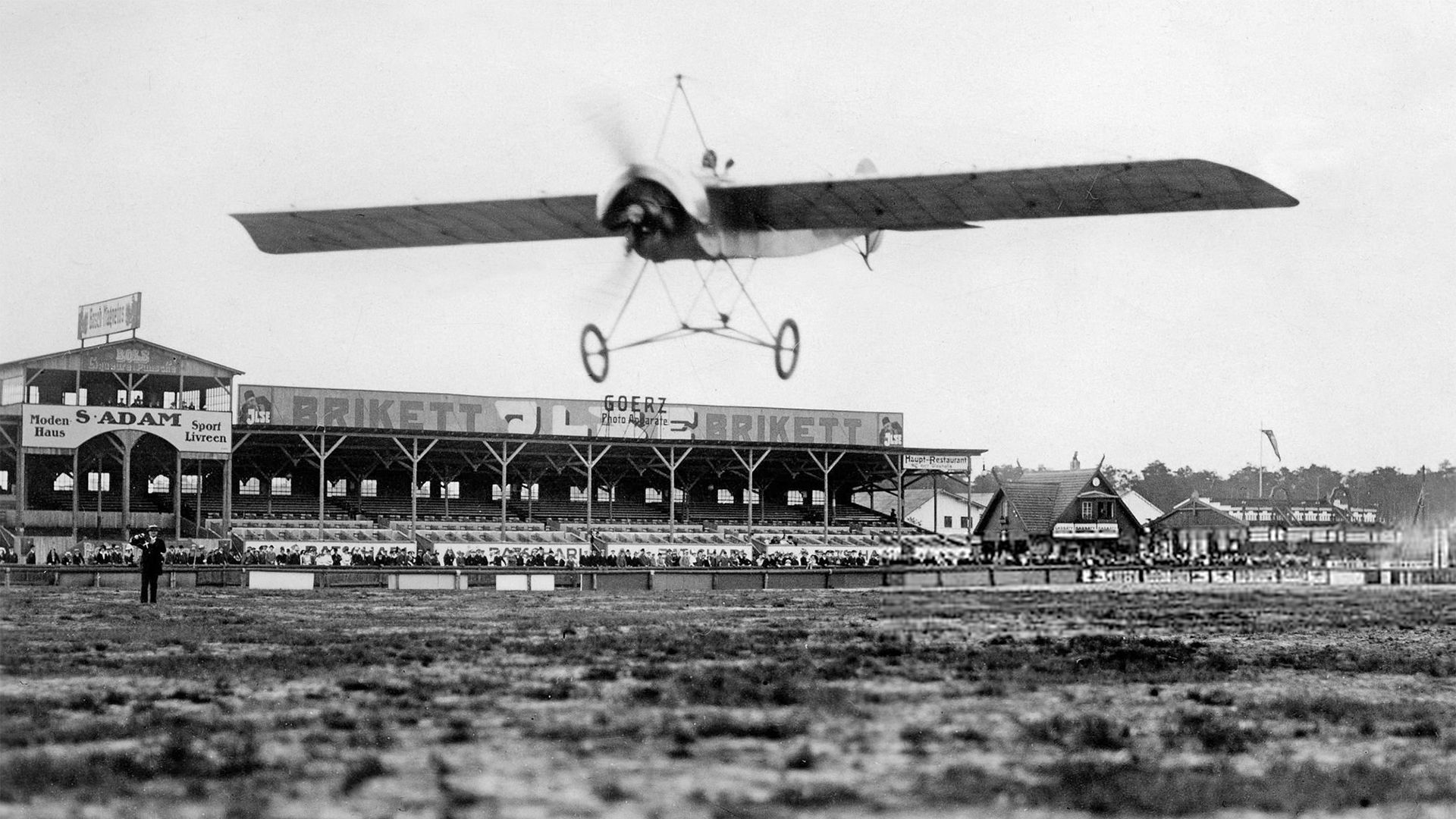
Oostelijke deel van de tribune in juni 1914 bij een vliegdemonstratie door Anthony Fokker

Vanaf het begin was het vliegveld afhankelijk van inkomsten van bezoekers om zijn activiteiten te financieren. Een groot probleem waren dan ook de vele toeschouwers die over het hek klommen, zichzelf en de piloten in gevaar brachten en geen toegang betaalden.
Op 27 september 1909 eindigde de eerste overlandvlucht boven Duitsland op het vliegveld toen Hubert Latham, die zijn ééndekker aan het showen was op Tempelhofer Feld, zijn vliegtuig overdroeg voor “wedstrijdvliegen”. De eerste Duitse vlucht werd gelanceerd vanaf vliegveld Johannisthal op 11 juni 1911. Op 29 september 1911 verongelukte hier luchtvaartpionier Paul Engelhard.
Op 17 oktober 1913 vond op vliegveld Johannisthal het ernstigste ongeluk in de luchtschepenluchtvaart sinds vele jaren plaats met 28 doden toen de zeppelin LZ 18 in brand vloog en neerstortte. Honderdduizenden toeschouwers stroomden op 25 oktober 1913 naar vliegveld Johannisthal voor de spectaculaire vliegshow van de Franse sterpiloot Adolphe Pégoud.
De eerste duurvlucht van meer dan 24 uur werd uitgevoerd van 10 tot 11 juli 1914 door Albatros-fabriekspiloot Reinhold Böhm met een Albatros B.I vanaf vliegveld Johannisthal.

### Eerste Wereldoorlog
Voor de Eerste Wereldoorlog kwam een bonte mengeling van luchtvaartpioniers bijeen in Johannisthal om hun soms zeer bizarre ontwerpen te testen. Beroemd werd bijvoorbeeld Melli Beese, naar wie vandaag de dag een basisschool en een straat in de buurt van het vliegveld zijn vernoemd.
Met het uitbreken van de Eerste Wereldoorlog in 1914 werden de bevoegdheden van de vliegveldmaatschappij opgeheven en werd het vliegveld puur voor militaire doeleinden gebruikt. De industriële productie van verkennings- en gevechtsvliegtuigen in de verschillende fabrieken op het vliegveld ging snel vooruit. Om de grote aantallen afgewerkte vliegtuigen te kunnen vervoeren, werd in 1916 een opstelspoor naar de Albatros-fabrieken aangelegd, dat vervolgens in 1917/1918 werd uitgebreid tot een cirkelvormige spoorweg rond het vliegveld.
Meer dan 25% van de ongeveer 48.000 vliegtuigen die tijdens de Eerste Wereldoorlog in Duitsland werden geproduceerd, werden geleverd door fabrikanten op het vliegveld. Naast zijn functie als fabrieksvliegveld diende het vliegveld tijdens de oorlog ook als testcentrum voor vliegtuigen voor de luchtmacht. Om krachtige gevechtsvliegtuigen  van de fabrikanten te krijgen, organiseerde de legerleiding in 1918 drie D-aircraftwedstrijden op het vliegveld, waarbij de beste piloten van het front de nieuwe modellen testten. De vergelijkingsvluchten vonden plaats in januari/februari, juni/juli en oktober 1918. De Fokker D.VII, gevreesd door de vijand, kwam als winnaar uit de vergelijkingsvlucht van 28 januari tot 3 februari 1918.

### Interbellum en sluiting

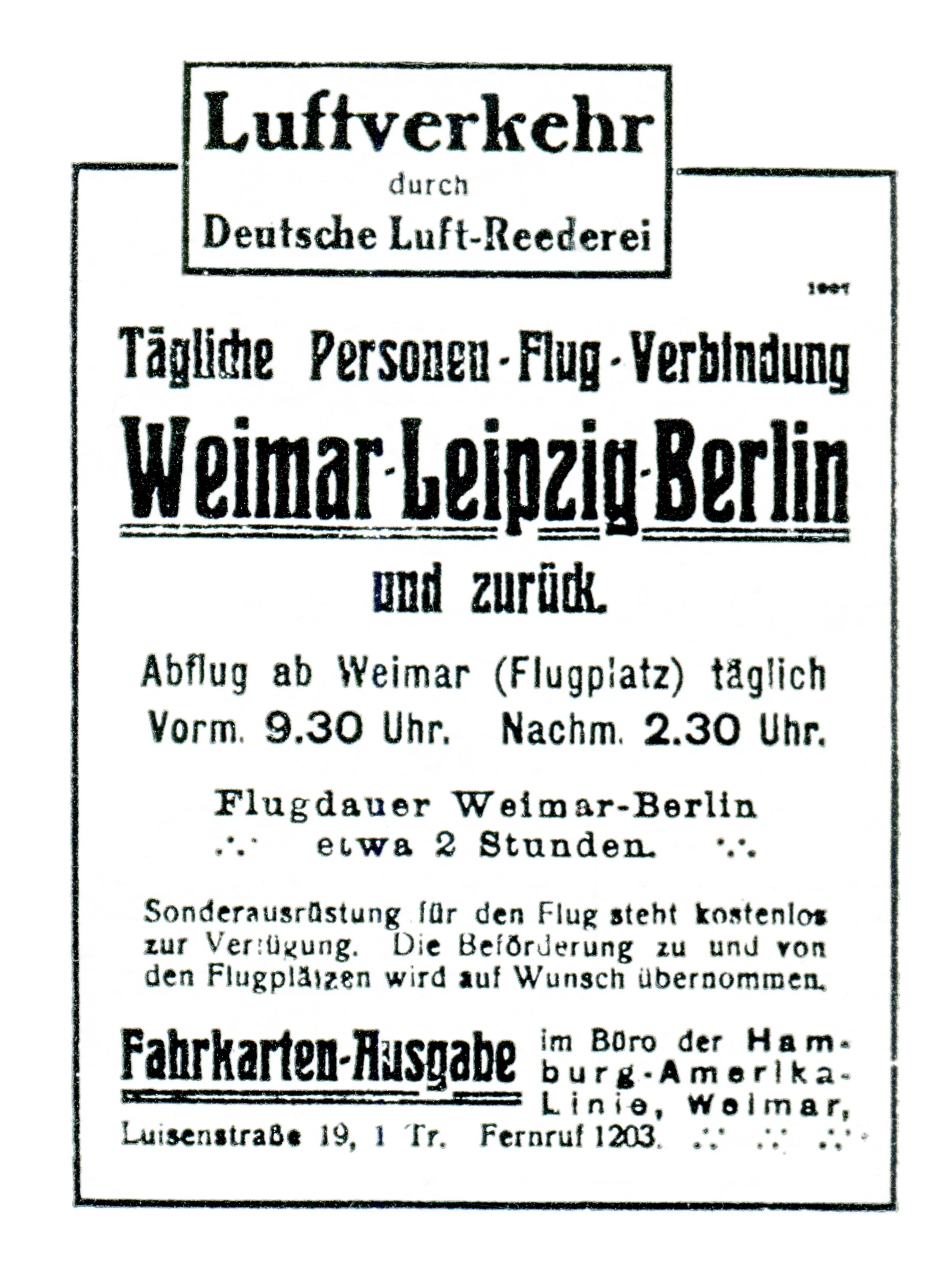
Plakaat Deutsche Luft-Reederei Weimar-Leipzig-Berlin 1919

Onmiddellijk na de Eerste Wereldoorlog begon de geschiedenis van de burgerluchtpost in Duitsland in Berlin-Johannisthal op 5 februari 1919. Vanaf die dag stegen daar twee keer per dag vliegtuigen van de Deutsche Luft-Reederei op om post - voornamelijk kranten - te vervoeren naar het vliegveld Weimar-Lindenberg in Weimar, waar de Nationale Vergadering was gevestigd. In de eerste maanden van zijn bestaan mochten alleen de leden van de Nationale Vergadering gebruik maken van deze luchtpostverbinding. De lijn Berlijn-Weimar wordt beschouwd als de eerste burgerluchtvaartmaatschappij in Duitsland en als een van de eerste luchtvaartmaatschappijen ter wereld die door vliegtuigen werd geëxploiteerd.
Toen de luchthaven Tempelhof in 1923 werd geopend, nam het civiele belang van het vliegveld sterk af. Tijdens het nationaalsocialistische tijdperk werd Johannisthal gebruikt als testterrein voor het geheime bewapeningsprogramma van de Wehrmacht, onder andere door het Duitse Instituut voor Luchtvaartonderzoek (DVL), dat er gevestigd was.
Na de oorlog werd het een jaar lang geëxploiteerd door de Sovjetluchtmacht GSSD totdat ze verhuisden naar het vliegveld Berlin-Schönefeld. Hoe meer Schönefeld werd uitgebreid, hoe minder het oude vliegveld werd gebruikt; het raakte verlaten in 1952. Op 9 september 1995 werd er een vliegshow gehouden op het vliegveld, waarbij de Duitse astronaut Reinhard Furrer om het leven kwam. Het werd officieel gesloten in 1995.

### Herbestemming
Tegenwoordig ligt op het zuidelijke deel van het terrein het Aerodynamische Park als onderdeel van de campus van de Humboldtuniversiteit en WISTA. De naam van het plein verwijst naar het speciale karakter en de historische en architectonische betekenis van de opvallende en dominante monumenten van het voormalige Duitse Centrum voor Luchtvaartonderzoek.
De groene biotoop die zich nu heeft ontwikkeld op het terrein van de voormalige start- en landingsbaan is geïntegreerd in een parklandschap dat is gecreëerd na een wedstrijd aan het eind van de jaren 1990. Het ongeveer 65 hectare grote gebied van het landschapspark Johannisthal/Adlershof is aangewezen als beschermd landschapsgebied en in het centrale gebied als natuurreservaat, beide onder de naam “Voormalig vliegveld Johannisthal”.

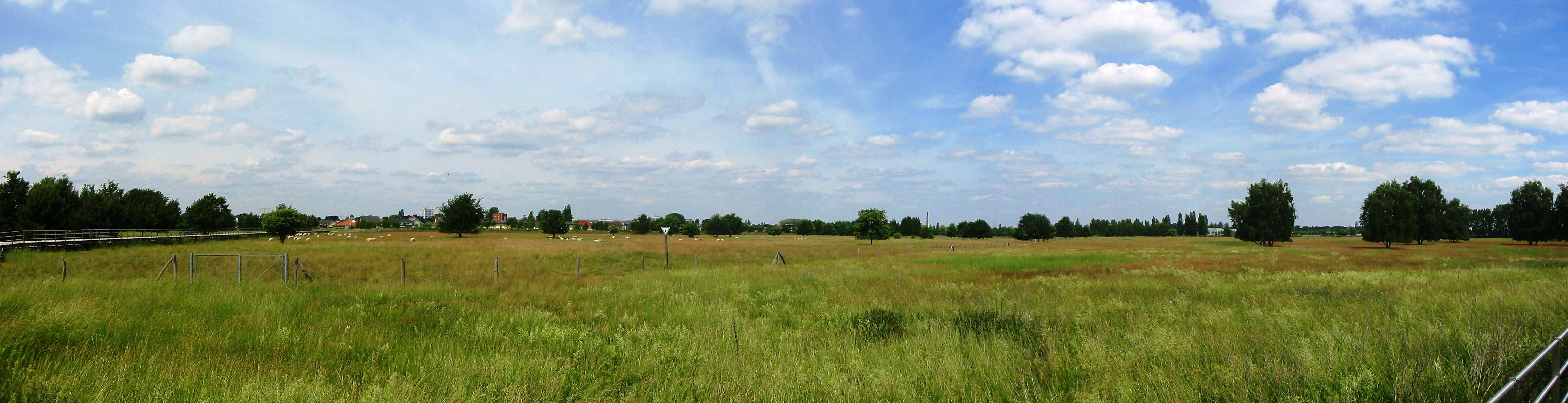
Panorama landschapspark in 2013